# Zaborze (sielsowiet Ilia)
Zaborze (biał. Забар'е; ros. Заборье) – wieś na Białorusi, w obwodzie mińskim, w rejonie wilejskim, w sielsowiecie Ilia.

## Historia
W czasach zaborów wieś w powiecie wilejskim, w guberni wileńskiej Imperium Rosyjskiego. W 1866 roku liczyła 33 dusze rewizyjne w części należącej do dóbr Ościukiewiczea Tukałłów, 29 dusz rewizyjnych w części należącej do dóbr Wincentowo Budrowiczów, 9 dusz w części należącej do dóbr Olechowszczyzna Czertowiczów, oraz 8 dusz w części należącej do dóbr Szypki Kopciów.
W latach 1921–1945 wieś leżała w Polsce, w województwie wileńskim, w powiecie wilejskim, w gminie Ilia.
Według Powszechnego Spisu Ludności z 1921 roku zamieszkiwały tu 373 osoby, 25 było wyznania rzymskokatolickiego, 341 prawosławnego a 7 staroobrzędowego. Jednocześnie 365 mieszkańców zadeklarowało polską, 7 białoruską a 1 rosyjską przynależność narodową. Było tu 71 budynków mieszkalnych. W 1931 w 72 domach zamieszkiwało 406 osób.
Wierni należeli do parafii rzymskokatolickiej i prawosławnej w Ilji. Miejscowość podlegała pod Sąd Grodzki w Ilii i Okręgowy w Wilnie; właściwy urząd pocztowy mieścił się w Ilii.
W wyniku napaści ZSRR na Polskę we wrześniu 1939 miejscowość znalazła się pod okupacją sowiecką. 2 listopada została włączona do Białoruskiej SRR. Od czerwca 1941 roku pod okupacją niemiecką. W 1944 miejscowość została ponownie zajęta przez wojska sowieckie i włączona do Białoruskiej SRR.
Od 1991 w składzie niepodległej Białorusi.